# Michèle Picard
Michèle Picard (Grenoble, 20 april 1955) is een Frans rechter. Haar carrière loopt langs verschillende Tribunals de Grande Instance waar ze diende als rechter. In deze functie trad ze vervolgens in 2008 aan bij het Joegoslavië-tribunaal.

## Levensloop
Picard studeerde rechten aan de Universiteit van Parijs II en behaalde hier in 1978 een mastergraad. Van 1980 tot 1982 studeerde ze aan de École nationale de la magistrature in Bordeaux, dat in Frankrijk de geëigende opleiding is tot rechter. Na haar studie werd ze van 1982 tot 1984 rechter voor het Tribunal de Grande Instance van Béthune en vervolgens auditeur (juniorlid) van het Hof van Cassatie
Vanaf 1987 werkte ze in landelijke overheidsdienst, in eerste instantie tot 1989 voor het Ministerie van Economische Zaken en Financiën en aansluitend voor de dienst van juridische zaken van het Ministerie van Buitenlandse Zaken. Van 1995 tot 2001 werd ze opnieuw rechter voor het Tribunal de Grande Instance, ditmaal in de hoofdstad Parijs. Aansluitend werd ze vicepresident van dit gerecht in Nanterre en vanaf 2005 tot 2008 van dit gerecht in Parijs.
Naast haar professionele loopbaan was Picard enkele malen lid van een subcommissie van de Mensenrechtencommissie van de Verenigde Naties. Ook diende ze als deskundige voor de Raad van Europa. Verder was ze vanaf 1996 als lid en vanaf 1997 tot 2003 president van de Mensenrechtenkamer voor Bosnië en Herzegovina van het Joegoslavië-tribunaal. Van 2007 tot 2008 was ze verder lid van het Adviespanel voor de Mensenrechten in Kosovo.
Vervolgens werd ze in 2008 benoemd tot rechter ad litem van het Joegoslavië-tribunaal zelf. Hier diende Radovan Karadžić in 2009 een wrakingsverzoek tegen haar in, omdat hij haar bevooroordeeld vond door haar werk voor de Mensenrechtenkamer van Bosnië en Herzegovina van 1996 tot 2003. De Zuid-Koreaanse rechter O-gon Kwon wees deze aanklacht echter van de hand omdat Karadžić dit niet aannemelijk had gemaakt.